# 週刊碁
週刊碁（しゅうかんご）は、日本棋院が発行していた囲碁の専門紙である。1977年11月に創刊され、2023年8月28日に休刊した。
棋戦結果や囲碁のイベント情報、プロ棋士のニュース、講座や記者のコラムなどを掲載したタブロイド紙で、書店や駅売店のほか郵送による定期購読などで販売。朝日新聞社と販売協力しているため、朝日新聞販売所でも購読・配達が可能。
かつての発行部数はピーク時で約20万部となっていたが、2023年現在は約2万部にまで激減し、今後も回復が見込めないと判断。同年9月4日号をもって休刊することを同年3月29日に発表した。

## 内容
- 「新初段シリーズ」新入段者が一線棋士に胸を借りて対局する企画で、毎年の新入段者が出場する。
- 「すごもり君」藤井レオの連載4コマ漫画。
- 1997年に「プロアマ打ち込み真剣五番勝負」を開催（加藤充志 3-2 坂井秀至、高尾紳路 4-1 平岡聡）。
- 1997年に1000号記念企画として、16人によるトーナメント「十代棋士チャンピオン戦」（山下敬吾が優勝）、「プロプロ打ち込み真剣五番勝負」（秋山次郎 3-2 羽根直樹）を開催。
- 「サルスベリがとまらない」SF作家新井素子による、『ヒカルの碁』をきっかけに囲碁を始めた筆者の、囲碁初心者目線のエッセイ。2006年10月から2008年10月に連載[2]。
- 「ゆるみちゃん」宇城はやひろの連載4コマ漫画。